# Kaspersky Internet Security
Kaspersky Internet Security (w skrócie KIS) – pakiet zabezpieczający komputery z systemami Microsoft Windows i macOS, tworzony przez rosyjską firmę Kaspersky Lab. Umożliwia on wykrywanie i usuwanie szkodliwego oprogramowania (malware) na komputerze, a także chroni przed niepożądaną pocztą, cyberprzestępcami, wyłudzeniami internetowymi i wyciekami danych.

## Historia

### Wersja 6.0 (2007)
Była to pierwsza wersja KIS.
PC World pochwalił wersję 6.0, według testów w styczniu 2006 r. KIS wykrył 100% zagrożeń. Pakiet wykrył 99,57% próbek niepożądanego oprogramowania reklamowego. KIS ma możliwość skanowania plików zarówno spakowanych, jak i wypakowanych. Skuteczność wykrywania „ukrytego” szkodliwego oprogramowania to 83,3%. Ze względu na buforowanie danych ze skanów, każdy kolejny przebiega szybciej. Zapora zablokowała w testach wszystkie ataki z wewnątrz i na zewnątrz.
Wersja 6.0 została skrytykowana za niedokładne usuwanie złośliwego oprogramowania, ponieważ pozostawia w rejestrze wpisy i pliki. PC World podkreślił, iż na 20 000 przeskanowanych bezpiecznych plików KIS oznaczył osiem jako niebezpieczne i wskazał, że mają zauważalny wpływ na wydajność komputera. Magazyn uznał, iż graficzny interfejs użytkownika jest niewygodny w obsłudze. Nie były dostępne funkcje takie jak ochrona rodzicielska czy ochrona wiadomości, które oferował Symantec czy McAfee. Cena 79,95 USD została uznana za wygórowaną.
KIS 6.0 obsługuje Windows 98 SE, Me, NT 4.0, 2000 Professional, XP Home Edition, Professional, Professional x64 i Vista. Internet Explorer 5, Windows Installer 2.0 oraz 50 MB wolnego miejsca są wymagane dla tego programu.

### Wersja 7.0 (2008)
Kolejna wersja wprowadza unowocześniony interfejs graficzny. Funkcja „Anti-Hacker” została przemianowana na „Firewall”, a „Anti-Spy” został przemianowany na „Privacy Control”. PC World uznał nowy interfejs za intuicyjny i świetnie wyglądający.
Kontrola rodzicielska została wprowadzona z konkretnymi ustawieniami dla różnych kategorii wiekowych, takich jak „dziecko” czy „rodzic”. Profile mogą być ręcznie konfigurowane. Można samodzielnie ustalać dostęp do treści jakich jak leki czy przemoc. Ponieważ treść jest filtrowana na poziomie sieci, funkcja będzie działać w każdej przeglądarce internetowej. Filtr opiera się na bazie adresów URL, w którym rejestrowane są również strony śledzące użytkownika i zawierające niebezpieczne oprogramowanie. Poza tym komunikatory i czaty mogą zostać zablokowane ręcznie.
Funkcja filtrowania spamu dostępna jest dla poczt Microsoft Outlook, Outlook Express, Windows Mail i The Bat! Treści e-mail są analizowane i oceniane, a e-mail z wynikami oznaczane są jako „!!SPAM’’ lub „??Probably spam” (prawdopodobny spam). Filtr pozwalał uniknąć pobierań masowo rozsyłanych plików. Można też wpisać nadawców na białą i czarną listę. E-mail ze znakami spoza ASCII lub niewidocznym tekstem mógł zostać zablokowany.
W testach PC Magazine KIS 7.0 w 30% błędnie oznaczył „ważne wiadomości”. 30% spamu trafiło do skrzynki odbiorczej.
W tym wydaniu została utworzona ochrona przed wyciekami. Program informuje użytkownika, gdy programy chcą uzyskać dostęp lub przesyłać dane w miejsca.
W testach AV-Test.org wersja 7.0 wykryła 100% zagrożeń. Jednak ze względu na stosowanie jednomiesięcznych sygnatur i wybieranie nowych próbek szkodliwego oprogramowania skuteczność spadła do 14%. Pliki są skanowane z szybkością 5,24MB/s. KIS udało się zidentyfikować wszystkie sześć aktywnie działających rootkitów, cztery z sześciu nieaktywnych rootkitów i był w stanie usunąć tylko dwa z sześciu rootkitów. Program zablokował wszelkie próby połączenia z zewnątrz, z domyślnie ustawionym poziomem bezpieczeństwa.
Wersja ta nie obsługuje już systemów Windows 98, 2000 i NT. Do Windows XP (z wyjątkiem Windows XP Professional x64 Edition) jest wymagany Service Pack 2. Windows Vista jest dobrze obsługiwana. Ilość potrzebnego RAM i CPU zależy od systemu operacyjnego. Potrzebne są 75MB wolnego miejsca, Internet Explorer 5.5 oraz Windows Installer 2.0.

### Wersja 8.0 (2009)
Wersja ta wprowadza poprawiony interfejs użytkownika, moduł filtrowania, uaktualniony silnik antywirusowy oraz skaner luk w zabezpieczeniach. Okno dzieli się na ustawienia w czterech kategoriach. Dla odzwierciedlenia ogólnego stanu wprowadzono trzy kolory (zielony, żółty i czerwony), oraz funkcję migania, aby zwrócić na siebię uwagę w razie potrzeby. PC Magazine wskazał również, iż liczba powiadomień została ograniczona do minimum.
Kaspersky twierdzi, iż rdzeń silnika antywirusowego został zmieniony w celu zwiększenia prędkości skanowania. Początkowe skanowanie trwało ponad dwie godziny, jednak kolejne tylko dwie minuty.
Skuteczność w wykrywaniu szkodliwego oprogramowania była w wersji 8.0 stosunkowo niska w porównaniu do innych aplikacji antywirusowych. Spośród 650 000 próbek wykryto 95,6%. Najlepszy wynosił około 99%. Korzystając z dwutygodniowych sygnatur KIS wykrył 52% wirusów w innym zestawie próbek. Kaspersky blokuje również 60% złośliwego oprogramowania w oparciu wyłącznie o ich zachowanie. Najlepszy pakiet w testach zdobył odpowiednio 55,3% i 80%. Wykryto 98,1% adware, jednak dla uzyskania tego wyniku użytkownicy będą musieli modyfikować ustawienia programu.
Security Analyzer wyszukuje aktualizacje systemu operacyjnego. Pokazuje również użytkownikom niezlecane ustawienia systemowe i prezentuje wykaz zalecanych działań, aby zapobiec rozprzestrzenianiu się złośliwego oprogramowania poprzez uzyskanie dostępu do systemu. Jednak PC World skrytykował program za brak informacji na temat regulacji ustawień. Z drugiej strony PC Magazine uznał funkcję za prostą i mocno zaangażowaną i pobieranie i instalację aktualizacji.
Do klasyfikacji zaufanych i szkodliwych programów KIS używa listy stworzonej przez Bit9. Uruchamianie programów sklasyfikowanych jako groźne jest w pełni uniemożliwione, a te nieznane są ograniczone w działaniach. Zapora tego programu zablokowała wszystkie ataki w testach PC Magazine.
Wersja 8.0 wprowadza ochronę przed phishingiem, testowana w PC Magazine zablokowała 44% adresów URL. Internet Explorer 7 zablokował 67% adresów URL, a Mozilla Firefox 81%.
Filtrowanie spamu zintegrowało się również z Mozilla Thunderbird i skanuje ruch NNTP. Spam może być automatycznie kierowany do wyznaczonego katalogu. Jednakże, jeżeli użytkownik używa nieobsługiwanej przez KIS poczty, program nie będzie klasyfikował żadnych wiadomości jako spam, natomiast nadal będzie generował raporty o wszystkich wiadomościach.

### Wersja 9.0 (2010)
W tej wersji Kaspersky Internet Security zmienia interfejs użytkownika oraz wprowadza sandbox – możliwość uruchamiania aplikacji w środowisku wirtualnym.
KIS 9.0.0.736 w pełni wspiera system operacyjny Windows 7.

### Wersja 10.0 (2011)
Wersja ta została wydana dla wszystkich użytkowników Windows dnia 8 czerwca 2010 roku. Zmieniono interfejs, stworzono gadżet dla użytkowników Windows Vista i 7. PC Mag ocenił tę wersję na „bardzo dobrą” (4/5 gwiazdek). Zaporę oceniono na bardzo dobrą, ale skadają się na nią osobne elementy wykrywania złośliwego oprogramowania.
Dwie krytyczne poprawki sprawiły, iż aktualną wersją jest 11.0.2.556.

### Wersja 11.0 (2012)
Dnia 1 marca 2011 roku ukazała się wersja beta w językach angielskim, francuskim i rosyjskim. Poinformowano, iż program w innych językach ukaże się w późniejszym terminie. Dnia 7 czerwca 2011 roku Kaspersky Lab poinformował o komercyjnej wersji KIS 2012 we Francji, Niemczech i Szwajcarii.
Obecna wersja to 12.0.0.374.

## Funkcjonalność
Kaspersky Internet Security zawiera wszystkie komponenty programu Kaspersky Anti-Virus, a także wiele dodatkowych. Program zapewnia ochronę w czasie rzeczywistym, poprzez wykrywanie i usuwanie wirusów, koni trojańskich, robaków, rootkitów, rejestratorów klawiszy, jak również oprogramowania szpiegującego, szantażującego i reklamowego. KIS ofeuje także funkcję zapory sieciowej, moduł kontroli rodzicielskiej, filtr antyspamowy, system blokujący wyświetlanie reklam na stronach internetowych, a także ochronę przed atakami typu phishing. Kaspersky Internet Security 2009 (8.0) w pełni obsługuje system IPS kontrolujący aktywność i integralność aplikacji oraz zapewniający zaawansowaną ochronę heurystyczną, wykrywającą zagrożenia, które jeszcze nie zostały zbadane. Dodatkowo program posiada funkcję automatycznej aktualizacji, narzędzie do tworzenia dysku ratunkowego oraz funkcję autoochrony aplikacji uniemożliwiającą wyłączenie programu przez złośliwe oprogramowanie. Wersja 2009 (8.0) została dodatkowo wyposażona w wirtualną klawiaturę, która uniemożliwia przechwycenie sekwencji wciskanych klawiszy na klawiaturze przez programy typu keylogger. Dodatkiem jest Kreator analizy bezpieczeństwa, który po przeanalizowaniu ustawień systemu operacyjnego pomaga użytkownikowi w lepszym zabezpieczeniu komputera.
Według Anti-Malware Test Lab, która przeprowadziła badania oprogramowania zabezpieczającego, Kaspersky Internet Security posiada najlepszy system ochrony w czasie rzeczywistym oraz najskuteczniejszą autoochronę. Program jest znany z wysokiego współczynnika wykrywalności (poświadczone przez testy niezależnych laboratoriów: AV Comparatives, AV Test, Virus Info i Virus Bulletin), głównie dzięki szybkiej reakcji producenta na nowe zagrożenia (średnio, uaktualnienie jest dostarczane od 0 do 2 godzin po wykryciu złośliwego oprogramowania) oraz wbudowanej funkcji ochrony heurystycznej. Dodatkowo, według firmy Matousec Transparent Security, specjalizującej się w testowaniu zapór sieciowych, Kaspersky Internet Security posiada jedną z najlepszych zapór spośród wszystkich testowanych.
Kaspersky Internet Security 2009 osiągnął 68% skuteczność wykrywania nieznanych zagrożeń w teście firmy Av-Comparatives.
KIS przez lata zdobywał wiele nagród i odznaczeń przyznawanych przez redakcje wielu czasopism komputerowych, między innymi: Komputer Świat, PC World, CHIP, PC Pro. Stanowi także wybór redakcji takich serwisów jak CNET i Softpedia.
Kaspersky oferuje darmowe aktualizacje programu wszystkim posiadaczom ważnych licencji. Udostępnia także pomoc techniczną 24/7 i forum dyskusyjne, gdzie użytkownicy mogą ubiegać się o pomoc.

## Bezpieczeństwo
W marcu 2015, agencja prasowa Bloomberg oskarżyła Kasperskiego o bliskie związki z rosyjskim wojskiem i wywiadem.
Kasperski nazwał artykuł winnym „wykorzystywania paranoi” aby przyciągnąć czytelników, lecz nie odniósł się wprost do tego, czy oskarżenia te są prawdziwe, czy nie.